# Xã Valley, Quận Armstrong, Pennsylvania
Xã Valley (tiếng Anh: Valley Township) là một xã thuộc quận Armstrong, tiểu bang Pennsylvania, Hoa Kỳ. Năm 2010, dân số của xã này là 656 người.